# イオス島

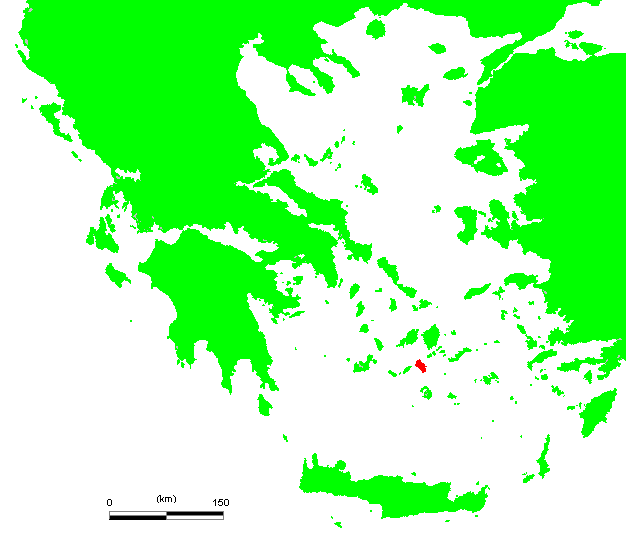
イオス島の位置

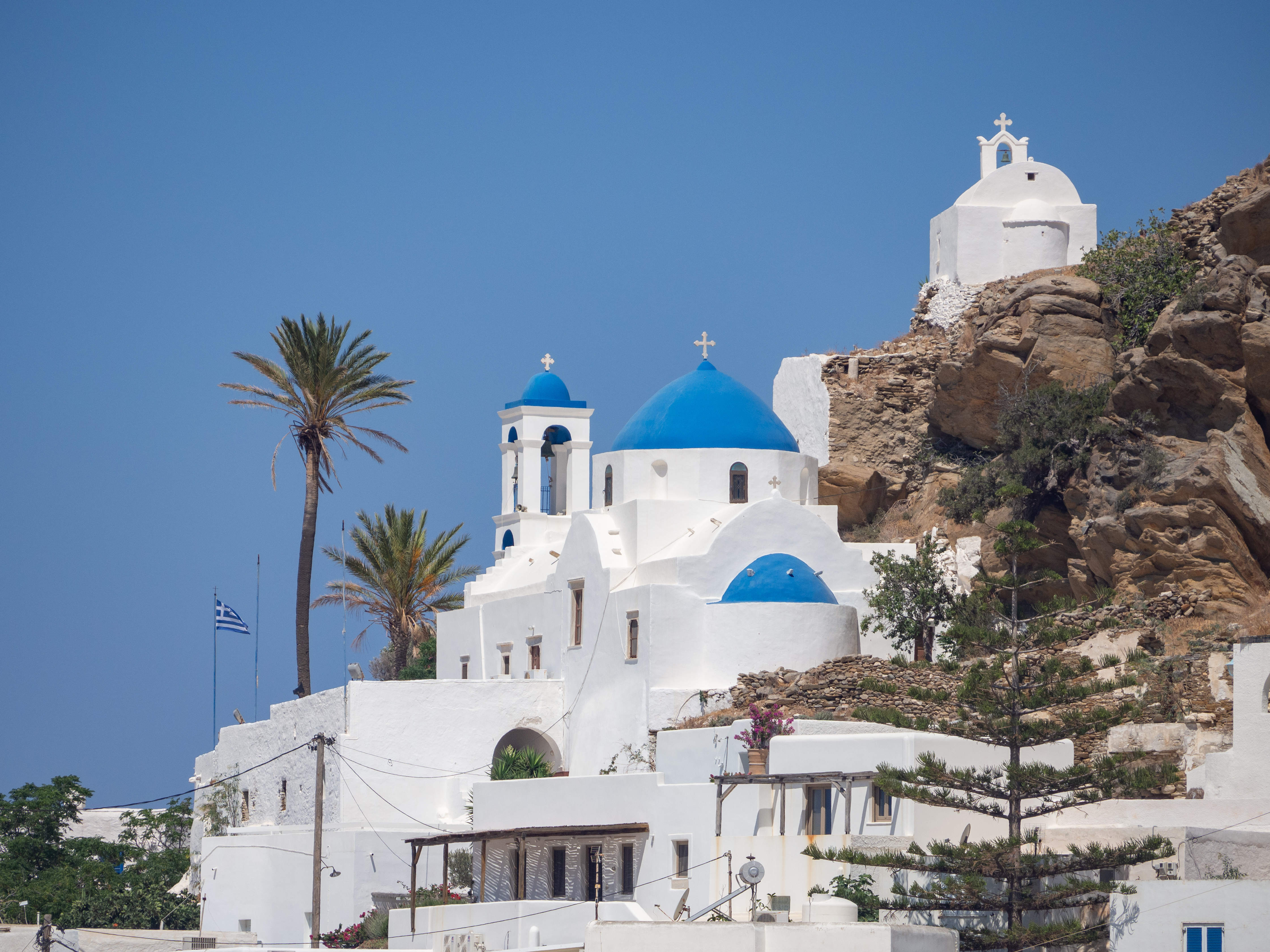

イオス島（イオスとう、ギリシャ語：Ίος：ラテン文字表記：Ios）は、ギリシャ、キクラデス諸島の島。人口は約2,299人（2021年）、面積は約109km2。丘陵が広がる島で、海岸はほとんど断崖である。ナクソス島とサントリーニ島の中間に位置する。中心的な町はホラ（Chora）。映画「グラン・ブルー」はこの島のマンガナリという町で撮影された。